# Баффетт, Джимми
Джи́мми Ба́ффетт (англ. James William "Jimmy" Buffett; (25 декабря 1946 — 1 сентября 2023) — американский музыкант.

## Биография
Музыкальный сайт AllMusic кратко характеризует его как «певца в стиле кантри-рок, который из автобиографических песен, отражающих его блаженный ки-уэстский образ жизни построил обширную parrothead’овскую империю» (примечание: parrothead — прозвище поклонников Джимми Баффетта).
Как пишет AllMusic,
Джимми Баффетт сделал из своей добродушной и беззаботной персоны с побережья Мексиканского залива нечто большее, чем успешную музыкальную карьеру — он расширил своё поле деятельности на одежду, ночные клубы и литературу, — но основой его бизнес-империи, благодаря которой он держался в списке артистов с самым высоким доходом по версии журнала Fortune, была его музыка.
Впервые в Hot 100 «Билборда» он попал в 1974 году с песней «Come Monday» (о разлуке мужа и жены). Поп-звездой же он на некоторое время стал с достигшей первой десятки «Билборда» песней «Margaritaville» и альбомом, куда она вошла — Changes in Latitudes, Changes in Attitudes 1977 года, — в которых он выразил своё, по выражению автора биографии певца на сайте AllMusic, «тропическое мировоззрение».
В 2003 году совместно с Аланом Джексоном выпустил песню «It’s Five O’Clock Somewhere» ставшую очень известной.

## Дискография
- См. статью «Jimmy Buffett discography» в английском разделе.